# شركة كونريل
شركة كونريل (علامة الإبلاغ CR) ، رسميًا شركة كونسوليداتيد ريل ، كانت أول خط سكة حديد من الدرجة الأولى في شمال شرق الولايات المتحدة بين عامي 1976 و 1999. الاسم التجاري كونريل هو عبارة عن علامة تجارية تستند إلى الاسم القانوني للشركة ، وبينما لم تعد تدير القطارات ، تواصل القيام بأعمالها كمزود لخدمات إدارة الأصول والشبكات في ثلاث مناطق أصول مشتركة تم استبعادها من تقسيم عملياتها أثناء استحواذ شركة سي أس أكس وشركة نورفولك للسكك الحديدية الجنوبية.
أنشأت الحكومة الفيدرالية شركة كونريل لتولي الخطوط المربحة للعديد من شركات النقل المفلسة ، بما في ذلك شركة بن سنترال للنقل و سكك حديد إير لاكاوانا . بعد رفع لوائح السكك الحديدية بموجب قانون 4R وقانون ستراجرز ، بدأ القطارات في جني الأرباح في الثمانينيات وتمت خصخصته في عام 1987. خطي السكك الحديدية المتبقيين من الفئة الأولى في الشرق ، سي أس أكس للنقل و سكك حديد نورفولك الجنوبية(NS) ، وافقت في عام 1997 على الحصول على النظام وتقسيمه إلى جزأين متساويين تقريبًا (إلى جانب ثلاث مناطق متبقية للأصول المشتركة) ، وعودة منافسة الشحن بالسكك الحديدية إلى الشمال الشرقي من خلال التراجع بشكل أساسي عن اندماج عام 1968 بين سكة حديد بنسلفانيا والسكك الحديدية المركزية في نيويورك الذي أنشأ بن سنترال. بعد موافقة مجلس النقل السطحي ، تولى سي أس أكس و (NS) السيطرة في أغسطس 1998 ، وفي 1 يونيو 1999 ، بدأ تشغيل الأجزاء الخاصة بهما من كونريل.
لا تزال الشركة القديمة شركة تابعة مملوكة بشكل مشترك ، حيث تمتلك سي أس أكس و سكك حديد نورفولك الجنوبية (NS) 42٪ و 58٪ على التوالي من أسهمها ، وهو ما يعادل مقدار أصول كونريل التي استحوذت عليها. ومع ذلك ، فإن لكل من الوالدين مصلحة تصويت متساوية. الأصل الأساسي الذي احتفظت به كونريل هو ملكية مناطق الأصول المشتركة الثلاثة في نيوجيرسي وفيلادلفيا وديترويت. لكل من سي أس أكس و سكك حديد نورفولك الجنوبية (NS) الحق في خدمة جميع الشاحنين في هذه المناطق ، ودفع كونريل تكلفة صيانة وتحسين التتبع. كما أنهم يستخدمون كونريل لأداء خدمات التحويل والمحطات داخل المناطق ، ولكن ليس كناقل مشترك ، حيث يتم توقيع العقود بين الشاحنين و سي أس أكس أو سكك حديد نورفولك الجنوبية (NS) . تحتفظ كونريل أيضًا بمرافق دعم مختلفة بما في ذلك صيانة الطريق والتدريب ، بالإضافة إلى حصة 51 بالمائة في سكك حديد أنديان هاربيور بيلت .